# Haptodus garnettensis
Haptodus garnettensis  (лат.) — вид хищных пеликозавров из группы сфенакодонтов (Sphenacodontia), существовавший в конце карбона, 305—303 млн лет назад.
Окаменелые остатки вида найдены в пластах формации Стэнтон в штате Канзас, США. Описан по частичному скелету (голотип RM 14156), найденному в отложениях аргиллита в карьере Гарнет вблизи посёлка Андерсон.